# Saint-Apollinaire-de-Rias
Saint-Apollinaire-de-Rias è un comune francese di 159 abitanti situato nel dipartimento dell'Ardèche della regione dell'Alvernia-Rodano-Alpi.

## Società

### Evoluzione demografica
Abitanti censiti